# Черенкевич, Сергей Николаевич
Сергей Николаевич Черенкевич (род. 20 июля 1942, Поленичицы, Барановичская область) — советский и белорусский биофизик. Академик Национальной академии наук Беларуси (2009; член-корреспондент с 2004), доктор биологических наук (1989), профессор (1990).

## Биография
Черенкевич родился в д. Поленичицы (Барановичский район, Брестская область). В 1959 окончил Столовичскую среднюю школу (Барановичский район) и поступил на физический факультет БГУ, который окончил в 1964 году на кафедре ядерной физики и поступил в аспирантуру БГУ. В 1969 году защитил кандидатскую диссертацию по специальности «оптика», работал на кафедрах ядерной физики и биофизики (после её основания в 1973 году). Стажировался в Иллинойсском технологическом институте, Пенсильванском университете, Калифорнийском университете, Голландском институте рака. С 1980 по 2017 год возглавлял кафедру биофизики БГУ. В 1989 году защитил докторскую диссертацию по специальности «биофизика». С 2017 г. профессор кафедры биофизики в Белорусском государственном университете.
Под руководством Черенкевича защищено 29 кандидатских и 3 докторские диссертации, он является автором ряда курсов и спецкурсов, читаемых на физическом факультете БГУ («Физика биосистем», «Биофизика клетки», «Физика мембранных систем», «Биофизика сложных систем» и др.).

## Научная деятельность
Научные работы Черенкевича посвящены клеточной биофизике, клеточной инженерии, биоинформатике.
В 1967 году окончил аспирантуру. Описал люминесцентные свойства азотистых оснований и нуклеиновых кислот (1969). В 1969 году защитил кандидатскую диссертацию по специальности «оптика». Звание доцента получил в 1970 г.
Изучал поведение клеток в изменяющихся (в том числе экстремальных) условиях. Обосновал идею об участии внутриклеточных редокс-факторов в поддержании гомеостаза клетки, сформулировал способ описания состояния клетки при помощи понятий об эффективном редокс-потенциале и редокс-буферной ёмкости. Описал ряд явлений в клетках крови, иммунной системе, опухолевых клетках, выявил сигнальные функции активных форм кислорода, в частности пероксида водорода. Разработал принципы функционирования вычислительных систем на основе нейронных сетей, установил новый закон для их обучения. Развил ряд прикладных диагностических методов и способов проверки эффективности медицинских препаратов.

## Награды
- Нагрудный знак «Изобретатель СССР»
- Отличник образования Республики Беларусь (1999)
- Государственная премия Республики Беларусь (2000)[2]
- Медаль «За трудовые заслуги» (2011)

## Публикации
Черенкевич является автором 48 патентов и более 570 научных работ, среди которых:
- G.P. Gurinovich, T.E. Zorina, S.B. Melnov, N.I. Melnova, I.F. Gurinovich, L.A. Grubina, M.V. Sarzhevskaya, S.N. Cherenkevich. Photodynamic activity of chlorin {\displaystyle e_{6}} and chlorin {\displaystyle e_{6}} ethyelenediamide in vitro and in vivo // Journal of photochemistry and photobiology B. — 1992. — Т. 13, № 1. — С. 51—57.
- A.V. Timoshenko, S.N. Cherenkevich, H.J. Gabius. Viscum album agglutinin-induced aggregation of blood cells and the lectin effects on neutrophil function // Biomed Pharmacother. — 1995. — Т. 49, № 3. — С. 153—158.
- J.A. Razumovitch, D. Fuchs, G.N. Semenkova, S.N. Cherenkevich. Influence of neopterin on generation of reactive species by myeloperoxidase in human neutrophils // Biochimica et Biophysica Acta (BBA) - General Subjects. — 2004. — Т. 1672, № 1. — С. 46—50.
- A.A. Krjukov, G.N. Semenkova, S.N. Cherenkevich, V. Gerein. Activation of redox-systems of monocytes by hydrogen peroxide // BioFactors. — 2006. — Т. 26, № 4. — С. 283—292.
- С. Н. Черенкевич и др. Структура и свойства ионных каналов биологических мембран. — Минск: БГУ, 2004.
- С. Н. Черенкевич, А. И. Хмельницкий, Г. Г. Мартинович. Транспорт веществ через биологические мембраны. — Минск: БГУ, 2007.
- Г. Г. Мартинович, С. Н. Черенкевич. Окислительно-восстановительные процессы в клетках. — Минск: БГУ, 2008.